# A Taste of Honey
A Taste of Honey fue una banda estadounidense de música disco formada en Los Ángeles, California en 1971 por la asociación de Janice-Marie Johnson y Perry Kibble. En 1978 tuvieron uno de los éxitos más conocidos en la música disco al llegar al N°1 de la lista de Billboard en 1978 con "Boogie Oogie Oogie" y vendió 2 millones de copias. El grupo recibió el Premio Grammy por mejor artista nuevo en 1979.
Sus integrantes eran Janice Marie Johnson (voz, bajo), Hazel Payne (voz, guitarra), Perry Kibble (sintetizador) y Donald Johnson (batería). 
Después de su popularidad en los años 80s Johnson grabó en solitario y liberó el álbum One Taste of Honey. En el 2004 Janice–Marie Johnson y Hazel Payne se reunieron para una presentación en el especial de PBS Get Down Tonight: La Explosión Disco y mi Música: Funky Soul Superstars. En 2022, A taste of Honey, presentó la celebración de los 50 años de Janice-Marie como un impacto en el entretenimiento de la industria de la Música. A taste of Honey ahora está formado por Janice-Marie y otros músicos que le acompañan.

## Discografía
- 1978 : A Taste of Honey
- 1979 : Another Taste
- 1980 : Twice As Sweet
- 1982 : Ladies of the Eighties
- 1984 : Golden Honey